# Герб Уоллиса и Футуны
Герб Уолли́са и Футуны́ — один из символов французской заморской территории Уоллис и Футуна. 
В качестве официального символа Уоллиса и Футуны используется печать Уоллиса и Футуны. 

## Описание
Герб Уоллиса и Футуны состоит из элементов неофициального флага территории и состоит из четырёх равнобедеренных треугольников, расположенных под прямым углом и разделённых белыми полосами (в качестве альтернативы используется белый лапчатый крест). Эти треугольники располагаются на красном фоне. В левом верхнем углу расположен флаг Франции, отделённый от остального тонкими белыми полосами.